# 杜辛·艾達拉比奧約
阿卜杜勒-納西爾·奧盧瓦托辛·奧盧瓦多因索拉米·「杜辛」·艾達拉比奧約（英語：Abdul-Nasir Oluwatosin Oluwadoyinsolami "Tosin" Adarabioyo；1997年9月24日—）是一名英格兰職業足球員，司職中堅，現效力英超球會車路士。
艾達拉比奧約在英超球會曼城開始足球生涯，曾效力球會各級青年梯隊，並在2016年首次為球會一隊上陣。他在各項比賽共為曼城上陣八次，及後在2018–19和2019–20賽季分別被外借到英冠球會西布朗和布力般流浪。艾達拉比奧約在2020年7月轉投富咸。
艾達拉比奧約曾效力英格蘭青年國家隊，為各級梯隊共上陣14次。

## 球會生涯

### 曼城

#### 早年生涯
艾達拉比奧約出生於英格蘭曼徹斯特，他在五歲時參加一個五人足球賽事時獲曼城首席球探泰利·約翰（英語：Terry John）邀請加入曼城的青訓學院。艾達拉比奧約在效力曼城青年隊期間曾接受同市球會布力般流浪和曼聯的試訓邀請，但最終選擇留在曼城。他在2014–15賽季足總青年盃決賽中擔任球隊隊長，但曼城最終以兩回合總比數5–2敗予車路士，失落冠軍。

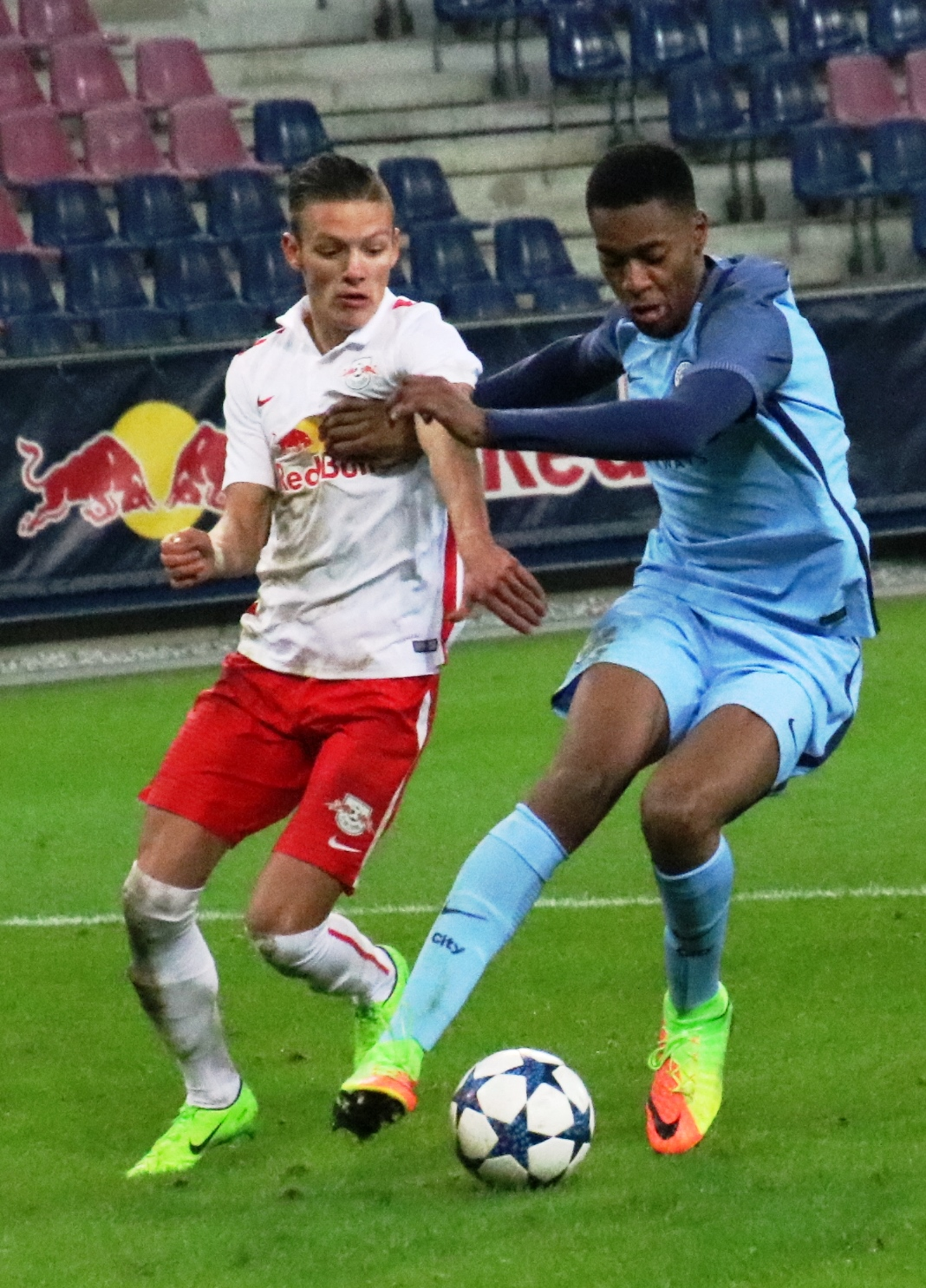
艾達拉比奧約（右）在2017年為曼城出戰歐洲青年聯賽。

在2015–16賽季，艾達拉比奧約在青年隊的出色表現令他在曼城一隊傷患問題嚴重時獲選入比賽大名單，他分別在球隊對陣祖雲達斯和慕遜加柏的歐聯賽事中被列入後備名單，但並未上陣。2016年2月21日，艾達拉比奧約在對陣車路士的足總盃比賽中上演職業生涯地標戰。為了抗議賽程問題，曼城領隊派出了包括艾達拉比奧約在內的五名年輕球員上陣。儘管車路士以5–1輕取曼城，艾達拉比奧約盯防對手前鋒的表現在賽後獲得讚賞。
由於艾達拉比奧約合約將在2017年夏天完結，他在2016年的夏季轉會窗吸引了些路迪、愛華頓、熱刺等球會的青睞，但他最終選擇留隊，並在季前賽表現出色，被新上任的領隊點名讚賞，並在賽季開始前獲正式提升到一隊。他在對陣布加勒斯特星隊的歐冠附加賽賽事中正選上陣，協助球隊以1–0勝出，他以19歲又73日的年齡成為當時曼城最年輕在歐冠正選上陣的球員。他在2017年6月與球會續約四年。
艾達拉比奧約在2017–18賽季因曼城在中堅位置兵源充足而機會寥寥，在各項賽事只為一隊上陣四次。

#### 外借西布朗
2018年8月3日，英冠球會西布朗宣布借入艾達拉比奧約至季尾。他在四天後對陣諾定咸森林的聯賽比賽中首次為球隊上陣，司職中堅的艾達拉比奧約在這場比賽客串右閘，西布朗最終以1–1賽和對手。艾達拉比奧約在賽季初段因球隊改變戰術而需在不熟悉的右閘位置上陣。球會在冬季轉會窗借入後，艾達拉比奧約得以重返中堅位置。
西布朗以第四名完成英冠賽季，獲參加升班附加賽的資格。艾達拉比奧約在對陣阿士東維拉的準決賽首回合賽事並未上陣，球隊以2–1落敗。艾達拉比奧約在次回合被列入後備席，西布朗在上半場先拔頭籌，但由於隊長在法定時間末段被逐，艾達拉比奧約因此被換入以增強防守。他成功為球隊維持總比數2–2，令比賽進入加時階段。在互射十二碼階段，和分別射失西布朗的頭兩個十二碼，艾達拉比奧約於第三輪為西布朗打開紀錄，但未能阻止球隊最終以4–3落敗。

#### 外借布力般流浪
2019年7月31日，艾達拉比奧約被外借到英冠球會布力般流浪。他在對陣富咸的聯賽第二週賽事上演地標戰，但未能阻止球隊以2–0落敗。同年11月2日，艾達拉比奧約在對陣錫週三的比賽中射入職業生涯首個入球，他在比賽第88分鐘為球隊頂入扳平一球。布力般流浪最終在補時階段再下一城，以2–1反勝對手，結束六場不勝紀錄。他在英冠賽季因2019冠状病毒病而被暫停前共為球隊在聯賽中上陣27次。他的外借原在2020年6月30日結束，但在聯賽重啓後曼城和布力般流浪達成協議，延長艾達拉比奧約的外借直至賽季結束。他在對陣布里斯托城的比賽中射入賽季第三個入球，協助球隊以3–1勝出，而該入球獲提名球會賽季最佳入球。

### 富咸
2020年10月5日，艾達拉比奧約轉會到英超球會富咸，他簽下一紙為期三年的合約，球會擁有續約一年的選項，轉會費據報共200萬英鎊，曼城將獲得20%的二次轉會分成。他在加盟的首個賽季即成為球隊主力球員，共在聯賽為富咸上陣33次，但未能協助球隊護級。
2021年12月3日，他在對陣般尼茅夫的英冠比賽中射入加盟以來的首個入球，他在比賽末段頂入的傳中，協助球隊以1–1逼和對手。他在該賽季隨隊奪得英格蘭足球冠軍聯賽冠軍，相隔一年後重返頂級聯賽。他亦分別入選英格蘭職業足球運動員協會和英格蘭足球聯賽的英冠最佳陣容。
2024年6月5日，富咸宣布艾達拉比奧約將在同月30日約滿後離隊。

### 車路士
2024年6月7日，英超球會車路士宣布簽入艾達拉比奧約，他簽下一紙為期四年的合約，並將會在他與富咸的合約期滿後於7月1日正式加盟球會。

## 國家隊生涯
艾達拉比奧約曾代表英格蘭各級青年國家隊。他在2012年11月首次代表英格蘭U16，並隨隊奪得勝利盾冠軍。2013年8月，艾達拉比奧約首次獲英格蘭U17徵召。在他的17歲生日當天，他首次代表英格蘭U18，球隊最終以2–0敗予意大利。艾達拉比奧約在2015年11月首次獲英格蘭U19，並在同月15日對陣日本的5–1勝仗中踢滿全場。
父母為尼日利亞人的艾達拉比奧約於英格蘭出生，因此擁有在國際賽事代表尼日利亞和英格蘭的資格。尼日利亞國家隊曾邀請艾達拉比奧約代表該國，但遭艾達拉比奧約婉拒。

## 個人生活
艾達拉比奧約的父母來自尼日利亞。他的兩個哥哥皆曾效力曼城的青訓學院，其中大哥Gbolahan現為艾達拉比奧約的經理人，而二哥Fisayo是已退役職業足球員，曾效力多支英格蘭低組別球會。

## 生涯統計
最後更新：2024年4月21日
| 效力球會           | 球季     | 聯賽     | 聯賽 | 聯賽 | 國家盃賽 | 國家盃賽 | 聯賽盃賽 | 聯賽盃賽 | 洲際賽事 | 洲際賽事 | 總計 | 總計 |
| 效力球會           | 球季     | 聯賽     | 上陣 | 入球 | 上陣     | 入球     | 上陣     | 入球     | 上陣     | 入球     | 上陣 | 入球 |
| ------------------ | -------- | -------- | ---- | ---- | -------- | -------- | -------- | -------- | -------- | -------- | ---- | ---- |
| 曼城               | 2015–16  | 英超     | 0    | 0    | 1        | 0        | 0        | 0        | 0        | 0        | 1    | 0    |
| 曼城               | 2016–17  | 英超     | 0    | 0    | 0        | 0        | 1        | 0        | 2        | 0        | 3    | 0    |
| 曼城               | 2017–18  | 英超     | 0    | 0    | 0        | 0        | 2        | 0        | 2        | 0        | 4    | 0    |
| 曼城               | 總計     | 總計     | 0    | 0    | 1        | 0        | 3        | 0        | 4        | 0        | 8    | 0    |
| 西布朗（外借）     | 2018–19  | 英冠     | 29   | 0    | 3        | 0        | 3        | 0        | 1        | 0        | 36   | 0    |
| 布力般流浪（外借） | 2019–20  | 英冠     | 34   | 3    | 1        | 0        | 0        | 0        | —        | —        | 35   | 3    |
| 富咸               | 2020–21  | 英超     | 33   | 0    | 1        | 0        | 0        | 0        | —        | —        | 34   | 0    |
| 富咸               | 2021–22  | 英冠     | 41   | 2    | 1        | 0        | 2        | 0        | —        | —        | 44   | 2    |
| 富咸               | 2022–23  | 英超     | 25   | 1    | 4        | 0        | 0        | 0        | —        | —        | 29   | 1    |
| 富咸               | 2023–24  | 英超     | 20   | 2    | 2        | 0        | 3        | 0        | —        | —        | 25   | 2    |
| 富咸               | 總計     | 總計     | 119  | 5    | 8        | 0        | 5        | 0        | —        | —        | 132  | 5    |
| 生涯總計           | 生涯總計 | 生涯總計 | 182  | 8    | 13       | 0        | 11       | 0        | 5        | 0        | 211  | 8    |

1. 1 2  於歐冠賽事上陣。
2. ↑  於英冠升班附加賽上陣。

## 榮譽

### 俱乐部
曼城
- 英格蘭足球聯賽盃：2017–18[59]

 富勒姆
- 英格蘭足球冠軍聯賽：2021–22[41]

 切尔西
- 欧洲协会联赛：2024–25

### 個人
- PFA年度最佳陣容：2021–22 英冠[42]
- 英格蘭足球聯賽賽季最佳陣容: 2021–22 英冠[43]

## 外部連結
- 富咸官方網站上的球員檔案
- 英格蘭足球總會官方網站上的球員檔案
- Soccerway資料庫：杜辛·艾達拉比奧約
- 足球数据库：杜辛·艾達拉比奧約的球员统计数据
- 杜辛·艾達拉比奧約－UEFA國際賽競賽紀錄